# Alain LaRoche
Alain LaRoche, né le 20 septembre 1963 à Québec, est un skieur acrobatique Canadien. Skieur polyvalent, il remporte quatre fois le classement du combiné de la Coupe du monde et deux fois son classement général (1984 et 1985). Il remporte également le combiné des premiers Championnats du monde de ski acrobatique en 1986.

## Biographie
Alain LaRoche naît le cinquième des sept enfants le 20 septembre 1963 à Québec de Guy LaRoche et Suzanne Grondin. Il grandit à Lac-Beauport (dans l'agglomération de Québec) au sein d'une fratrie très sportive et particulièrement investie dans le ski : comme lui, ses frères Yves (de), Dominique (de) et Philippe font carrière dans le ski acrobatique sous l'impulsion de l’aîné Dominique, et sa petite sœur Lucie devient skieuse alpine au sein de l'équipe du Canada. Les quatre frères découvrent le ski acrobatique dans la station de Lac-Beauport, Le Relais, et notamment lors d'une compétition à laquelle prend part le pionnier du ski acrobatique canadien Wayne Wong (en). Au début des années 1970, les trois disciplines, bosses saut et ballet, s’enchaînaient lors d'une même descente, à l'image de la discipline actuelle du slopestyle. Dès lors, les frères bricolent leur propre matériel dans la maison familiale et inventent leur propre style. 
Alain fait ses débuts en Coupe du monde le 26 janvier 1982 à dix-neuf ans, lorsqu'il prend part à l'épreuve de ballet de Poconos ; il se classe quatrième, devant des références de la discipline comme Frank Beddor ou Ian Edmondson (en). Moins de deux mois plus tard, le 14 mars, il monte sur son premier podium en terminant second du combiné de Livigno. Le combiné est une épreuve qualifiée de papier, qui récompense les skieurs polyvalents en combinant les résultats des trois disciplines du ski acrobatique (de l'époque) : le saut acrobatique, le ski de bosses et le ballet à ski. Il termine cette première saison à la quatrième place du classement du combiné et surtout à la quatrième place du classement général.
LaRoche continue sa progression dès la saison suivante avec ses premières victoires. La première arrive le 4 février, à la même occasion que son premier podium en 1982 : le combiné de Livigno où il devance Peter Judge et Éric Laboureix. Il multiplie ensuite les podiums et les victoires en saut et en combiné et termine la saison avec la troisième place du classement de saut acrobatique, la première en combiné (son premier globe de cristal) et la deuxième place du classement général derrière son compatriote Peter Judge,. Il termine la saison en étant également sacré champion du Canada de ski de bosses et de combiné, et vice-champion en saut acrobatique.
La saison 1984 est celle de la consécration pour LaRoche. Il remporte quatre combinés, multiplie les podiums en saut (cinq) et en compte même un en ballet. Il remporte le classement du combiné pour la deuxième année consécutive, se classe quatrième de ceux du saut et du ballet (et douzième en bosses, sont point faible néanmoins en amélioration) et surtout remporte pour la première fois le classement général devant l'Américain Bruce Bolesky (pl) et le Français Éric Laboureix,. C'est alors l'âge d'or de ce que la presse canadienne appelle la « Québec Air Force », une équipe canadienne de ski acrobatique essentiellement composée de québécois qui multiplie les succès, parmi lesquels Lloyd Langlois, Jean-Marc Rozon et les frères LaRoche, et LaRoche domine cette saison encore en ratant de peu un grand chelem[Lequel ?] national : il remporte les titres nationaux en bosses, ballet et combiné et termine second du saut. Il est d'ailleurs élu skieur acrobatique international de l'année (International freestyle skier of the year en version originale) par le magazine américain Ski racing en compagnie de la Suisse Conny Kissling.
La Coupe du monde 1984-1985 est la première à se dérouler sur deux années civiles puisqu'elle commence en décembre 1984 à Tignes. Ce qui ne perturbe en rien LaRoche qui défend brillamment ses titres : il termine deuxième du classement du saut (son meilleur résultat dans la discipline) derrière son compatriote Langlois et devant son frère Yves, sixième du ballet et premier du combiné qu'il domine largement : six victoires et une deuxième place en huit concours. En ski de bosse, son point faible, il se classe quatorzième ce qui lui suffit pour remporter une deuxième fois le classement général,. Il est le premier skieur acrobatique Canadien à réaliser cette performance, et restera le seul jusqu’à Mikaël Kingsbury en 2013. Performance saluée par un second titre de skieur acrobatique international de l'année par Ski racing, toujours avec Kissling.
La saison 1985-1986 de Coupe du monde est plus contrastée pour LaRoche : toujours parmi les huit meilleurs mais jamais sur le podium en saut pour un sixième place finale dans ce classement, ces résultats sont stables en ballet (douzième) mais surtout se détériorent en bosses avec une vingt-troisième place comme meilleur résultat et une décevante quarante-sixième place au classement final. Ces contre-performances en ski de bosses nuisent naturellement à ces résultats en combiné : triple tenant du titre il ne se classe que quatrième, ce qui est insuffisant pour conserver son titre au classement général dont il se classe également quatrième (classement qui lui fait également perdre le statut de meilleur Canadien, il est devancé par Chris Simboli (de) (second derrière Éric Laboureix)). Pour la première fois depuis sa première saison en 1982, il ne termine sur le podium d'aucun des classements. Mais la saison est aussi l'occasion des premiers Championnats du monde de ski acrobatique à Tignes. LaRoche se classe cinquième du saut acrobatique, septième du ballet à ski et vingt-et-unième du ski de bosses, et surtout il remporte le combiné et devient le premier champion du monde de la discipline.
La saison 1986-1987 ressemble un peu à la précédente : régulièrement sur le podium en combiné mais une seule fois victorieux (à Calgary, future terre olympique)), un seul podium à côté (troisième du saut de La Clusaz), des résultats qui lui permettent de se classer troisième du classement du combiné et quatrième du classements général mais non de rivaliser avec Éric Laboureix, qui remporte son second gros globe (et égalise avec LaRoche).
La saison 1987-1988 est très importante pour le ski acrobatique. C'est une étape clef franchie dans la course à l'olympisme puisque pour la première fois le Ski acrobatique est présent aux Jeux olympiques, en tant que discipline de démonstration. Les trois épreuves (ski de bosses, saut acrobatique et ballet) sont présentées, mais il n'y a pas de combiné. Au sein de l'équipe Canadienne la concurrence est rude, notamment dans la meilleure discipline de LaRoche, le saut : Jean-Marc Rozon et Lloyd Langlois en leader de l'équipe, ou même son jeune frère Philippe qui débute la Coupe du monde cette année là avec de très bons résultats, meilleurs que ceux de son aîné. Alain LaRoche n'est donc pas sélectionné pour ces premiers Jeux olympiques et doit de contenter de la Coupe du monde. Paradoxalement, cette saison se passe beaucoup mieux puisqu'il parvient à reprendre les commandes du combiné avec sept podiums dont quatre victoires, et un nouveau podium en saut. Insuffisant pour rivaliser au classement général dont il se classe troisième, mais il remporte néanmoins son quatrième globe dans la discipline, son sixième en tout.
La saison de Coupe du monde 1988-1989 voit les résultats de LaRoche reculer dans toutes les disciplines : neuvième en saut (son plus mauvais classement depuis 1982), dix-neuvième en ballet (son plus mauvais classement) et trente-huitième en bosses. Il parvient néanmoins à se classer troisième des classements du combiné et général (tous deux remportés par son compatriote Chris Simboli). 1989 est aussi l'année des deuxièmes Championnats du monde de ski acrobatique à Oberjoch, mais comme pour les Jeux olympiques de 1988 LaRoche n'est pas sélectionné.
Lors de la Coupe du monde 1989-1990, LaRoche ne s'engage que sur les épreuves de saut acrobatique, avec pour meilleur résultat une cinquième place lors des finales à La Clusaz mais une onzième place au classement final de la discipline. Il met un terme à sa carrière à la fin de cette ultime saison, avec un bilan de 199 en coupe du monde (pour 251 résultats grâce aux combinés), 53 podiums dont 21 victoires, quatre petits globes en combiné, deux gros globes et un titre de champion du monde.

## Palmarès

### Coupe du monde
- 2 gros globe de cristal :
  - Vainqueur du classement général en 1984 et 1985[8].
- 4 petits globe de cristal :
  - Vainqueur du classement combiné en 1983, 1984, 1985 et 1988[8].
- Meilleur classement en saut acrobatique : 2e en 1985[8].
- Meilleur classement en ballet : 4e en 1984[8].
- Meilleur classement en ski de bosses : 12e en 1984[8].
- 199 départs en coupe du monde pour 251 épreuves disputées (52 combinés)[3],[5]
- 96 top 10, 53 podiums dont 21 victoires[3],[5].

#### Différents classements en coupe du monde
| Année/Classement | Général | Général | Saut   | Saut   | Ballet | Ballet | Bosses | Bosses | Combiné | Combiné |
| ---------------- | ------- | ------- | ------ | ------ | ------ | ------ | ------ | ------ | ------- | ------- |
| Année/Classement | Class.  | Points  | Class. | Points | Class. | Points | Class. | Points | Class.  | Points  |
| 1982             | 4e      | 332,00  | 12e    | 100,00 | 10e    | 94,00  | 16e    | 66,00  | 4e      | 72,00   |
| 1983             | 2e      | 66,00   | 3e     | 90,00  | 7e     | 89,00  | 18e    | 47,00  | 1er     | 42,00   |
| 1984             | 1er     | 74,00   | 4e     | 137,00 | 4e     | 130,00 | 12e    | 92,00  | 1er     | 88,00   |
| 1984-1985        | 1er     | 71,00   | 2e     | 139,00 | 6e     | 138,00 | 14e    | 4,00   | 1er     | 90,00   |
| 1985-1986        | 4e      | 50,00   | 6e     | 127,00 | 12e    | 67,00  | 46e    | 6,00   | 4e      | 54,00   |
| 1986-1987        | 4e      | 47,00   | 8e     | 115,00 | 17e    | 63,00  | 33e    | 28,00  | 3e      | 79,00   |
| 1987-1988        | 3e      | 52,00   | 6e     | 143,00 | 16e    | 90,00  | 32e    | 30,00  | 1er     | 102,00  |
| 1988-1989        | 3e      | 46,00   | 9e     | 106,00 | 19e    | 81,00  | 38e    | 21,00  | 3e      | 82,00   |
| 1989-1990        | 33e     | 17,00   | 11e    | 100,00 | -      | -      | -      | -      | -       | -       |

#### Podiums
En neuf saisons Alain LaRoche est monté cinquante-trois fois sur un podium de Coupe du monde, dont vingt-et-une fois sur la plus haute marche, :
| Date             | Lieu                | Place | Discipline |
| ---------------- | ------------------- | ----- | ---------- |
| 1982             |                     |       |            |
| 14 mars 1982     | Livigno             | 2e    | Combiné    |
| 21 mars 1982     | Oberjoch            | 2e    | Combiné    |
| 26 mars 1982     | Tignes              | 3e    | Combiné    |
| 1983             |                     |       |            |
| 4 février 1983   | Livigno             | 1er   | Combiné    |
| 13 février 1983  | Ravascletto         | 1er   | Saut       |
| 13 février 1983  | Ravascletto         | 1er   | Combiné    |
| 13 février 1983  | Angel Fire          | 1er   | Saut       |
| 13 février 1983  | Angel Fire          | 2e    | Combiné    |
| 1984             |                     |       |            |
| 15 janvier 1984  | Stoneham            | 3e    | Saut       |
| 21 janvier 1984  | Breckenridge        | 2e    | Saut       |
| 21 janvier 1984  | Breckenridge        | 2e    | Combiné    |
| 4 février 1984   | Courchevel          | 3e    | Saut       |
| 5 février 1984   | Courchevel          | 1er   | Combiné    |
| 27 février 1984  | Göstling            | 3e    | Saut       |
| 27 février 1984  | Göstling            | 1er   | Combiné    |
| 28 février 1984  | Ravascletto         | 3e    | Ballet     |
| 4 mars 1984      | Oberjoch            | 3e    | Saut       |
| 4 mars 1984      | Oberjoch            | 1er   | Combiné    |
| 22 mars 1984     | Sälen               | 2e    | Combiné    |
| 29 mars 1984     | Tignes              | 1er   | Combiné    |
| 1984-1985        |                     |       |            |
| 13 décembre 1984 | Tignes              | 2e    | Saut       |
| 13 décembre 1984 | Tignes              | 1er   | Combiné    |
| 13 janvier 1985  | Mont Gabriel        | 2e    | Saut       |
| 13 janvier 1985  | Mont Gabriel        | 1er   | Combiné    |
| 20 janvier 1985  | Lake Placid         | 1er   | Combiné    |
| 27 janvier 1985  | Breckenridge        | 1er   | Combiné    |
| 3 février 1985   | Pra-Loup            | 2e    | Combiné    |
| 3 mars 1985      | Oberjoch            | 2e    | Saut       |
| 12 mars 1985     | Pila                | 1er   | Combiné    |
| 23 mars 1985     | Sälen               | 3e    | Saut       |
| 24 mars 1985     | Sälen               | 2e    | Combiné    |
| 1985-1986        |                     |       |            |
| 13 décembre 1985 | Tignes              | 2e    | Combiné    |
| 23 janvier 1986  | Breckenridge        | 1er   | Combiné    |
| 2 mars 1986      | Oberjoch            | 3e    | Combiné    |
| 1986-1987        |                     |       |            |
| 24 janvier 1987  | Breckenridge        | 2e    | Combiné    |
| 1er février 1987 | Calgary             | 1er   | Combiné    |
| 1er mars 1987    | Voss                | 3e    | Combiné    |
| 27 mars 1987     | La Clusaz           | 3e    | Saut       |
| 27 mars 1987     | La Clusaz           | 3e    | Combiné    |
| 1987-1988        |                     |       |            |
| 13 décembre 1987 | Tignes              | 2e    | Combiné    |
| 10 janvier 1988  | Mont Gabriel        | 3e    | Saut       |
| 10 janvier 1988  | Mont Gabriel        | 1er   | Combiné    |
| 17 janvier 1988  | Lake Placid         | 1er   | Combiné    |
| 24 janvier 1988  | Breckenridge        | 2e    | Combiné    |
| 31 janvier 1988  | Inawashiro          | 1er   | Combiné    |
| 13 mars 1988     | Madarao             | 1er   | Combiné    |
| 20 mars 1988     | Meiringen-Hasliberg | 2e    | Combiné    |
| 1988-1989        |                     |       |            |
| 11 décembre 1988 | Tignes              | 2e    | Combiné    |
| 8 janvier 1989   | Mont Gabriel        | 3e    | Combiné    |
| 15 janvier 1989  | Lake Placid         | 3e    | Saut       |
| 15 janvier 1989  | Lake Placid         | 3e    | Combiné    |
| 22 janvier 1989  | Calgary             | 3e    | Combiné    |
| 29 janvier 1989  | Breckenridge        | 3e    | Combiné    |

### Championnats du monde
| Épreuve / Édition | Tignes 1986 |
| Saut              | 5e          |
| Ballet            | 7e          |
| Bosses            | 21e         |
| Combiné           | 1er         |

## Distinctions et récompenses
- 1982 : Prix d'excellence sportive[3]
- 1983 : Athlète de l'année pour la Fédération québécoise de ski[3]
- 1984 : skieur acrobatique international de l'année d'après Ski racing[14]
- 1985 : skieur acrobatique international de l'année d'après Ski racing[14]
- 1987 : intronisation au Temple de la renommée olympique canadien (en)[3]
- 1999 : intronisation au Temple de la renommée du ski canadien[3]